# Nikolaj Pejko
Nikolaj Ivanovitj Pejko (russisk: Никола́й Ива́нович Пейко́, tr. Nikoláj Ivánovitj Pejkó, født 25. marts 1916 i Moskva, Det Russiske Kejserrige, død 1. juli 1995 samme sted, Den Russiske Føderation) var en russisk komponist og professor i komposition. Pejko studerede hos Nikolaj Rakov og Nikolaj Mjaskovskij på Moskvas Musikkonservatorium.
Han har skrevet 10 symfonier, orkesterværker, kammermusik, klaverstykker, sange, fire strygerkvartetter, en obokoncert, scenemusik og en klaverkoncert osv.
Han komponerede i en traditionel romantisk stil med disonante elementer og russisk folklore inkorporeret. Man aner også inspiration fra Dmitrij Sjostakovitj.

## Udvalgte værker
- Symfoni nr. 1  (1944–1946) - for orkester
- Symfoni nr. 2  (1946) - for orkester
- Symfoni nr. 3  (1956-1957) - for orkester
- Symfoni nr. 4  (1963–1965) - for orkester
- Symfoni nr. 5  (1968-1969) - for orkester
- Symfoni nr. 6  (1972) - for orkester
- Symfoni nr. 7  (1977) - for folkeinstrumentorkester
- Symfoni nr. 8  (1982–1985) - for orkester
- Symfoni nr. 9  (1988–1990) - for strygeorkester
- Symfoni nr. 10 "12 aforismer og efterslæb" (1993) - for orkester
- Koncert Symfoni (1972-1974) - for orkester
- Sinfonietta (1959) - for kammerorkester
- Suite "Fra legenden om Yakutia"(1940–59) - for orkester
- Elegisk digt (1980) - for strygeorkester
- Klaverkoncert (1942–1954) - for klaver og orkester
- "Jeanne d'Arc" (1953–1956, rev. 1978-1979) - ballet